# إيرثسكوب
كان إيرثسكوب برنامج علوم الأرض الممول من مؤسسة العلوم الوطنية (NSF)، الذي استخدم من 2003 إلى 2018 التقنيات الجيولوجية والجيوفيزيائية لاستكشاف بنية وتطور قارة أمريكا الشمالية وفهم العمليات التي تتحكم في الزلازل والبراكين. يتكون المشروع من ثلاثة مكونات: مرصد صفيف الولايات المتحدة، ومرصد حدود الصفائح، ومرصد صدع سان أندرياس في العمق. المنظمات المرتبطة بالمشروع تضمنت (UNAVCO)، ومؤسسات البحث المدمجة لعلم الزلازل(IRIS) ، وجامعة ستانفورد، وهيئة المسح الجيولوجي الأمريكية (USGS) والإدارة الوطنية للملاحة الجوية والفضاء (ناسا). وساهمت عدة منظمات دولية أيضًا في هذه المبادرة. بيانات إيرثسكوب متاحة للجمهور.

## المراصد
هنالك ثلاثة مراصد: مرصد صدع سان أندرياس في العمق (SAFOD)، ومرصد حدود الصفائح(PBO) ، ومرصد الزلازل والمغناطيسية (USArray). تتكون هذه المراصد من آبار في منطقة الصدع النشط، وأجهزة استقبال نظام تحديد المواقع العالمي (GPS)، وأجهزة قياس الإمالة، وأجهزة قياس الجهد بالليزر ذات الخط الأساسي الطويل، ومقاييس ضغط البئر، وأجهزة قياس الزلازل الدائمة والمحمولة، والمحطات المغناطيسية. ستوفر مكونات إيرثسكوب المختلفة بيانات متكاملة -ويمكن الوصول إليها إلى حد كبير- عن علم الأرض وعلم الزمن الحراري، وعلم الصخور، والكيمياء الجيولوجية، والبنية التكونية، والعمليات السطحية، والجيومورفولوجيا، والنمذجة الجيوديناميكية، وفيزياء الصخور، والجيولوجيا المائية.

### المرصد الزلزالي والمغناطيسي (USArray)
تديره IRIS، وهو برنامج مدته 15 عامًا لوضع شبكة كثيفة من أجهزة قياس الزلازل الدائمة والمحمولة عبر الولايات المتحدة القارية. تسجل أجهزة قياس الزلازل هذه الموجات الزلزالية الصادرة عن الزلازل التي تحدث حول العالم. الموجات الزلزالية هي مؤشرات على صرف الطاقة داخل الأرض. من طريق تحليل سجلات الزلازل التي جرى الحصول عليها من هذه الشبكة الكثيفة لمقاييس الزلازل، ويمكن للعلماء التعرف على بنية الأرض وديناميكاتها والعمليات الفيزيائية التي تتحكم في الزلازل والبراكين. يتمثل هدف (USArray) في المقام الأول في اكتساب فهم أفضل لهيكل وتطور القشرة القارية والغلاف الصخري والعباءة تحت أمريكا الشمالية.
يتكون (USArray) من أربعة مرافق: صفيف قابل للنقل، وصفيف مرن، وشبكة مرجعية، ومرفق مغناطيسي.
تتكون المصفوفة القابلة للنقل من 400 مقياس زلازل يجري نشرها في شبكة متدحرجة عبر الولايات المتحدة على مدى 10 سنوات. تقع المحطات على بعد 70 كم، ويمكنها رسم خرائط للجزء العلوي البالغ 70 كم من الأرض. بعد ما يقرب من عامين، يجري نقل المحطات شرقًا إلى الموقع التالي على الشبكة ما لم يجرِ اعتمادها من قبل منظمة وإجراء تثبيت دائم. فور اكتمال عملية الاجتياح عبر الولايات المتحدة، سيجري احتلال أكثر من 2000 موقع. يعد مرفق شبكة المصفوفة مسؤولًا عن جمع البيانات من محطات المصفوفة القابلة للنقل. تتكون المصفوفة المرنة من 291 محطة عريضة النطاق، و120 محطة قصيرة المدى، و1700 محطة مصدر نشطة.
تسمح المصفوفة المرنة باستهداف المواقع بطريقة أكثر تركيزًا من المصفوفة القابلة للنقل الواسعة. يمكن استخدام الموجات الزلزالية الطبيعية أو المصطنعة لرسم خرائط للهياكل في الأرض. تتكون الشبكة المرجعية من محطات رصد زلزالية دائمة تفصل بينها مسافة 300 كيلومتر. توفر الشبكة المرجعية أساسًا للصفيف القابل للنقل والمصفوفة المرنة. أضافت إيرثسكوب وحدثت  39 محطة إلى النظام الوطني المتقدم لرصد الزلازل الموجود بالفعل، الذي يعد جزءًا من الشبكة المرجعية.
يتكون المرفق المغناطيسي من سبعة مستشعرات دائمة و20 مستشعرًا محمولًا تسجل المجالات الكهرومغناطيسية، إنه المكافئ الكهرومغناطيسي للصفائف الزلزالية. يجري نقل المستشعرات المحمولة في شبكة متدحرجة تشبه شبكة المصفوفة القابلة للنقل، ولكنها في مكانها فقط قبل شهر من نقلها إلى الموقع التالي. تتكون المحطة المغناطيسية من مقياس مغناطيسي، وأربعة أقطاب، ووحدة تسجيل بيانات مدفونة في ثقوب ضحلة. يجري توجيه الأقطاب بين الشمال والجنوب والشرق والغرب، وهي مشبعة بمحلول ملحي لتحسين التوصيل مع الأرض.